# Сан-Брас-ду-Пиауи

Сан-Брас-ду-Пиауи на карте штата.

Сан-Брас-ду-Пиауи (порт. São Braz do Piauí) — муниципалитет в Бразилии, входит в штат Пиауи. Составная часть мезорегиона Юго-запад штата Пиауи. Входит в экономико-статистический микрорегион Сан-Раймунду-Нонату. Население составляет 4313 человек на 2010 год. Занимает площадь 656,361 км². Плотность населения — 6,57 чел./км².

## Демография
Согласно сведениям, собранным в ходе переписи 2010 г. Национальным институтом географии и статистики (IBGE), население муниципалитета составляет:
| Полное население                               | Полное население                               | Полное население                               | Полное население                               | 4313  |
| ---------------------------------------------- | ---------------------------------------------- | ---------------------------------------------- | ---------------------------------------------- | ----- |
| в том числе:                                   | Городское население                            | 1021                                           | Процент городского населения, %                | 23,67 |
|                                                | Сельское население                             | 3292                                           | Процент сельского населения, %                 | 76,33 |
|                                                | Мужское население                              | 2240                                           | Процент мужского населения, %                  | 51,94 |
|                                                | Женское население                              | 2073                                           | Процент женского населения, %                  | 48,06 |
| Плотность населения, чел/км²                   | Плотность населения, чел/км²                   | Плотность населения, чел/км²                   | Плотность населения, чел/км²                   | 6,57  |
| Население муниципалитета в % к населению штата | Население муниципалитета в % к населению штата | Население муниципалитета в % к населению штата | Население муниципалитета в % к населению штата | 0,14  |

По данным оценки 2016 года, население муниципалитета — 4371 житель.

## Статистика
- Валовой внутренний продукт на 2003 год составляет 7 187 593 реалов (данные: Бразильский институт географии и статистики).
- Валовой внутренний продукт на душу населения на 2003 год составляет 1655,37 реалов (данные: Бразильский институт географии и статистики).
- Индекс развития человеческого потенциала на 2000 год составляет 0,61 (данные: Программа развития ООН).